# سانتیاگو روسالس
سانتیاگو روسالس (انگلیسی: Santiago Rosales؛ زادهٔ ۲۲ مارس ۱۹۹۵) بازیکن فوتبال اهل آرژانتین است.